# あなたと生きる
「あなたと生きる」（あなたといきる）は、テレサ・テンの日本での9枚目のシングル曲である。1977年8月1日にポリドール・レコード（レコード品番：DR 6132）からLP盤形式でリリースされた。また、テレサ自身によって、「你装作不知道」というタイトルで中国語版としてもカバーされた。

## 概要
タイトル曲「あなたと生きる」は千家和也が作詞、猪俣公章が作曲を務めている。カップリング曲「海辺のホテル」はうすいよしのりが作曲を務めている。演奏はポリドール・オーケストラが担当。

## 収録曲
（全作詞：千家和也、編曲：竜崎孝路）
1. あなたと生きる [3:35]
作曲：猪俣公章
2. 海辺のホテル [4:15]
作曲：うすいよしのり